# Muhammad ibn Abd al-Wahháb
Muhammad ibn Abd al-Wahháb (1703 – 22. června 1792) byl náboženský vůdce, islámský učenec a teolog z Najdu ve střední Arábii, zakladatel sunnitské islámské doktríny a hnutí známého jako wahhábismus.

## Život
Narodil se v rodině právníků a jeho vzdělání spočívalo v poměrně standardním učebním plánu muslimského ortodoxního práva podle hanbalské školy, která byla v jeho regionu nejrozšířenější. Navzdory zakotvení v klasické sunnitské tradici se ibn Abd al-Wahháb postupně vzepřel proti mnoha populárním sunnitským praktikám, jako je navštěvování a uctívání svatyní a hrobek muslimských svatých, což podle jeho názoru znamenalo herezi nebo dokonce modlářství. Jeho hlavním dílem je kniha Kitáb al tauhíd (Kniha o Boží jedinečnosti), která obsahuje 67 krátkých kapitol. Je napsaná naléhavým stylem a má jediný cíl: výzvu (dawa) k osvobození muslimů od falešných bůžků a idolů, k navrácení islámu k jeho původní čistotě a k odstranění nejrůznějších druhů tmářství pomocí vnitřního džihádu. Tento návrat má být umožněn doslovným prováděním Božích nařízení a bezvýhradným následováním příkladu proroka Mohameda.

## Wahháb a Saudové
Navzdory tomu, že jeho učení bylo odmítnuto mnoha nejvýznamnějšími sunnitskými muslimskými učenci té doby včetně jeho vlastního otce a bratra, ibn Abd al-Wahháb uzavřel kolem roku 1744 nábožensko-politický pakt s Muhammadem bin Saúdem, zakladatelem dynastie Saúdů. Společně položili základy dnešního saúdského státu,   a zahájili dynastické spojenectví a dohodu o sdílení moci mezi jejich rodinami, které v Saúdské Arábii trvá dodnes.   Přední náboženský rod Saúdské Arábie Al aš-Šejk jsou potomci ibn Abd al-Wahhába, ve svém státě trvale vedou ulamu a dominují státním duchovním institucím.